# 東運動公園 (八戸市)
東運動公園（ひがしうんどうこうえん）とは、青森県八戸市湊高台にある都市公園（運動公園）である。

## 概要
東運動公園は、広さ18haの敷地に陸上競技場、テニスコート、野球場、広場、体育館、自転車競技場を備えている総合運動公園である。八戸市中学校体育大会や、青森県高校総合体育大会の開会式会場で使用されている。陸上競技場では、ヴァンラーレ八戸がJFLに昇格した2014年から2016年までホーム戦を開催していたほか、サッカー天皇杯の青森県予選であるNHK杯の決勝戦が行われた。2015年には初めて当地での天皇杯公式戦が行われ、ヴァンラーレと仙台大学が1回戦を戦った。また体育館は、2013年から青森ワッツが八戸市でのホームアリーナとしてホーム戦を開催している。

## アクセス
- 八戸自動車道 八戸インターチェンジから車で約20分

## 周辺
- 青森県立八戸北高等学校
- よこまち旭ヶ丘店
- 旭ヶ丘団地
- 八戸市立東中学校
- 東霊園（東運動公園と隣接し、三ヵ所にラウンドアバウト交差点がある）（ラウンドアバウト交差点は八戸市役所前にもある）